# Liste bekannter Schüler Merseburger Schulen
Die Liste bekannter Schüler Merseburger Schulen beinhaltet bedeutende Schüler und Absolventen des 1575 gegründeten Merseburger Domgymnasiums und weiterer höherer Schulen der Stadt Merseburg von den Anfängen bis zur Gegenwart. Die Auflistung umfasst folgende Schulen und erhebt keinen Anspruch auf Vollständigkeit.
- Altes Domgymnasium (1575–1880) über dem Kreuzgang des Merseburger Domes
- Neues Domgymnasium (1880–1946) am Domplatz (mit den „blauen Streifen“)
- Ernst-von-Harnack-Oberschule (1946–1959) am Domplatz
- Oberlyzeum (ab 1937), Oberschule für Mädchen; 1951–1959 Käthe-Kollwitz-Oberschule, heutige A.-Dürer-Straße
- Reform-Realgymnasium (1930–1943), im Zweiten Weltkrieg zerstört
- Erweiterte Oberschule (EOS) Ernst Haeckel (1959–1991), A.-Dürer-Straße
- Heutiges Domgymnasium (ab September 1991), Haus 1 A.-Dürer-Straße + Haus 2 Domplatz

## Schüler
- Martin Janus (1620–1682), evangelischer Geistlicher und Kirchenliederkomponist, ältester bekannter Absolvent,
- Christian Reuter (1665–1712), Komödienschreiber
- Johann Friedrich Henckel (1678–1744) Arzt, Mineraloge, Metallurg und Chemiker; Henckels Laboratorium und seine Lehrsammlung bildeten eine der Keimzellen der Bergakademie Freiberg
- Johann Michael Hoppenhaupt (1685–1751), Baumeister und Bildhauer
- Johann Christian Buxbaum (1693–1730), Botaniker
- Johann Samuel Agner (1701–1769), Pfarrer und Schriftsteller
- Johann Christian Hoppenhaupt der Jüngere (1719 – zwischen 1778 und 1786), Zierratenbildhauer und Dekorateur
- Julius von Kirchmann (1802–1884), Jurist und Politiker
- Ernst Haeckel (1834–1919), Biologe
- Otto Küstermann (1837–1913), Pfarrer und Lokalhistoriker
- Charles Vetter (1858–1941), Maler
- Siegfried Berger (1891–1946), Schriftsteller
- Rudolf Oeltzschner (1899–1935), Flieger und Segelflug-Rekordhalter
- Richard Feldtkeller (1901–1981), Physiker und Elektrotechniker
- Walter Bauer (1904–1976), Schriftsteller
- Margarete Bothe (1914–1945), Volksschullehrerin, Historikerin und NS-Opfer
- Gustav Rödel (1915–1995), Brigadegeneral der Bundeswehr
- Kurt Biedenkopf (1930–2021), Jurist, Hochschullehrer und Politiker der CDU
- Wilfried Gunkel (1930–2005), Meeresbiologe
- Richard Christ (1931–2013), Schriftsteller und Publizist
- Wolfgang Voelkner (1933–2025), Ingenieur und Hochschullehrer
- Heinz Schönemann (* 1934), Kunsthistoriker und Kunstsammler
- Ingrid Müller-Kuberski (* 1936), Textilkünstlerin, Textilrestauratorin und Bühnenbildnerin
- Jutta Hoffmann (* 1941), Schauspielerin
- Rainer Zille (1945–2005), Maler
- Christa Mühl (1947–2019), Regisseurin, Drehbuchautorin und Schriftstellerin
- Werner Stiller (1947–2016), Agent und Überläufer
- Rainhard Lukowitz (* 1950), Politiker
- Wolfram Adolphi (* 1951), Journalist und Politikwissenschaftler
- Reinhard Renneberg (* 1951), Biochemiker und Kolumnist
- Jürgen Jankofsky (* 1953), Schriftsteller
- Andrea Kathrin Loewig (* 1966), Schauspielerin
- Jan Peter (* 1968), Filmregisseur, Drehbuchautor und Fernsehproduzent
- Bernhard Spring (* 1983) Literaturwissenschaftler, Journalist und Schriftsteller